# Her Bad Quarter of an Hour
Her Bad Quarter of an Hour è un cortometraggio muto del 1916 diretto da Cortland Van Deusen (come Courtland Van Deusen).

## Produzione
Il film fu prodotto dalla Vitagraph Company of America.

## Distribuzione
Distribuito dalla General Film Company, il film - un cortometraggio in una bobina - uscì nelle sale cinematografiche statunitensi il 28 febbraio 1916.